# Empusa (inseto)
Empusa é um gênero de louva-a-deus da família Empusidae, contendo as seguintes espécies:
- Empusa binotata Serville, 1839
- Empusa fasciata Brulle, 1832
- Empusa guttula (Thunberg, 1815)
- Empusa hedenborgii Stal, 1871
- Empusa longicollis Ramme, 1950
- Empusa neglecta Paulian, 1958
- Empusa pennata (Thunberg, 1815)
- Empusa pennicornis Pallas, 1773
- Empusa romboidea Lindt, 1976
- Empusa simonyi Krauss, 1902
- Empusa spinosa Krauss, 1902
- Empusa uvarovi Chopard, 1921